# Балканські війни
Балканські війни, дві війни 1912—1913 років і 1913 року (передували Першій світовій війні), у результаті яких Балканські держави визволили терен Європи від османського загарбання за винятком невеликої області навколо Константинополя (Східної Фракії). Балканські війни призвели до загострення протистояння у Європі, що прискорило початок Першої світової війни.
До початку XX століття Болгарія, Греція, Чорногорія і Сербія домоглися незалежності від Османської імперії, але велика частина їх етнічної території залишалася під османським пануванням. У 1912 році ці країни утворили Балканську лігу. Перша балканська війна вибухнула, коли Ліга напала на Османську імперію 8 жовтня 1912 року і закінчилася сім місяців потому Лондонським миром. Після п'яти століть панування Османська імперія втратила практично всі свої володіння на Балканах.
Друга Балканська війна почалася 16 червня 1913 року. Болгарія була незадоволена отриманою частиною Македонії, і напала на колишніх своїх союзників, Сербію і Грецію. Сербська та грецька армії відбили наступ болгар і контратакували Болгарію, в той час як Румунія і Османська імперія також напали на Болгарію і захопили (або відновили) території. За Бухарестським мирним договором Болгарія втратила більшу частину територій, які вона придбала в Першій Балканській війні.

## Підґрунтя конфлікту
З початку п'ятдесятих років дев'ятнадцятого століття Османська імперія почала втрачати свій вплив на Балканах. Це послаблення було викликаним передусім внутрішньою слабкістю та відсталістю режиму, а також у результаті поразок у війнах з Росією, а також через процес національного пробудження та антиколоніальних повстань народів Балканського півострова. Таке послаблення Османської імперії призвело до все більшого впливу великих держав і молодих балканських держав. У цьому регіоні зійшлися інтереси двох великих держав: Австро-Угорщини та Росії. Обидві країни по-різному пояснювали свої претензії на ці землі: Австрія бажала зберегти свою цілісність (особливо після окупації Боснії та Герцеговини у 1878 році), а Росія заявляла про намагання захистити Православну Церкву. Ситуація ускладнювалася посиленням німецького впливу в Румунії, Болгарії, Греції й Туреччині, а також англійців у Греції.
Ситуація ще більше ускладнилася після анексії Боснії Австро-Угорщиною 5 жовтня 1908 року. Сербія почала активно шукати підтримки Росії. Тим часом Франція і Німеччина опинилися у власному конфлікті у Марокко, Італія теж почала висувати територіальні претензії до Туреччини у колоніях.

## Перша Балканська війна

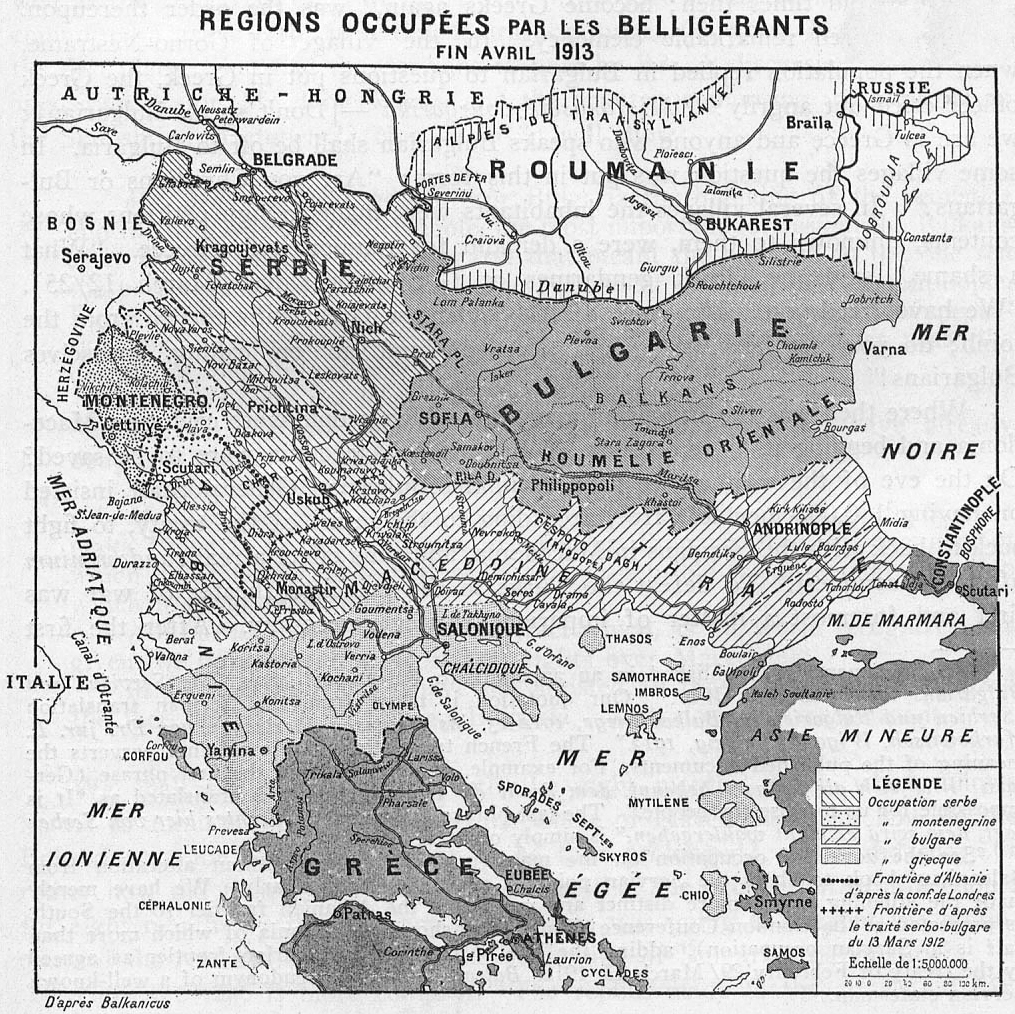
Територіальні зміни в результаті Першої Балканської війни, станом на квітень 1913, показує довоєнні узгоджені лінії розширення між Сербією і Болгарією

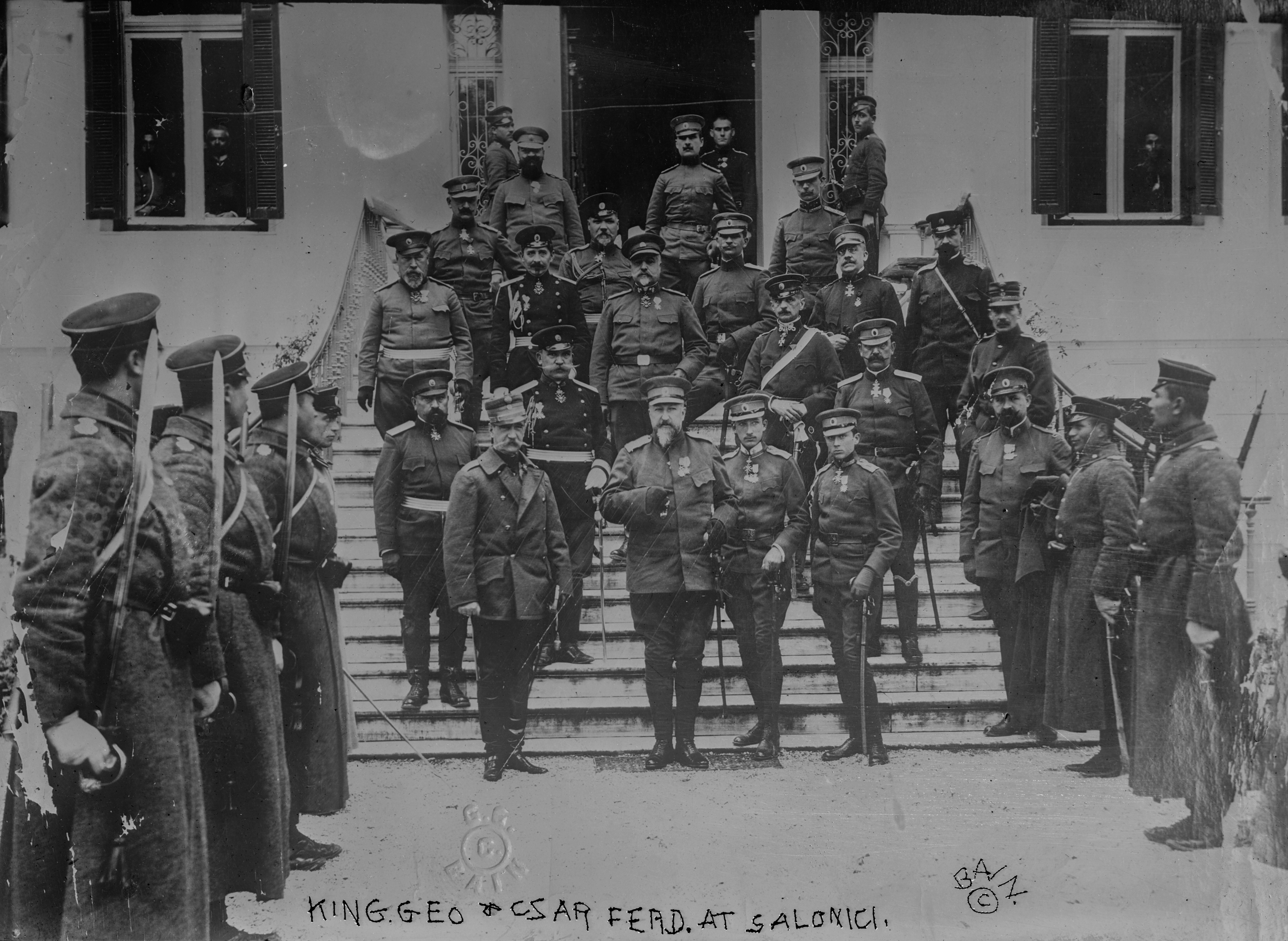
Яблуко розбрату: король Греції Георг I і цар Болгарії Фердинанд в Салоніках грудень 1912 року. Незважаючи на свій альянс, греко-болгарського антагонізм по місту та Македонії в цілому не вщухав

Три слов'янські союзники (Болгарія, Сербія і Чорногорія) мали спільні плани взаємодії під час наступної війни, за протекцією Росії. (Греція не бралась до уваги). Сербія і Чорногорія мали атакувати Санджак, Болгарія та Сербія Македонію і Фракію.
Ситуація в Османській імперії була важка. Її населення було близько 26 млн осіб, але 3/4 населення мешкало в азійській частині імперії. Підкріплення мало прибути з Азії головним чином по морю, яке залежало від результату боїв між турецькими і грецькими флотами в Егейському морі.
З початком війни Османська імперія активувала три армійські штаби: Фракійський зі штаб-квартирою у Константинополі, західний зі штаб-квартирою в Салоніках, і Вардарський зі штаб-квартирою у Скоп'є, проти болгар, греків і сербів відповідно. Більшість з наявних у османців військ було спрямовано на ці фронти. Невелика кількість військ залишилось як гарнізони у великих містах.
Чорногорія першою оголосила війну 8 жовтня, атакувавши Шкодер і Нові-Пазар. Решта союзників, оголосивши спільний ультиматум, оголосили війну за тиждень. Болгарія атакувала Східну Фракію, і була зупинена тільки на околиці Константинополя по лінії Чаталджа — перешийок півострова Галліполі, в той час як другий фронт захопив Західну Фракію і Східну Македонію. Сербія атакувала на південь у напрямку Скоп'є і Бітола, а потім повернула на захід на терен сучасної Албанії, досягнула Адріатики, друга сербська армія захопила Косово і з'єдналася з чорногорськими військами. Грецькі головні сили атакували з Фессалії Македонію через протоку Сарантапоро і після захоплення Салонік 12 листопада з'єднались з сербською армією на північному заході, в той час як основні сили повернули на схід у напрямку Кавала, об'єднавшись з болгарами. Інша грецька армія атакувала в Епірі у напрямку Яніни
Османський військово-морський фронт двічі вийшов з Дарданелл і двічі зазнав поразки від грецького флоту, в боях при Еллі й Лемносі. Грецьке панування на Егейському морі зробило неможливим для османців транспортування запланованого війська з Близького Сходу у Фракію (проти Болгарії) і Македонію (проти греків і сербів) Після перемоги над Османським флотом ВМС Греції звільнили острови Егейського моря. Генерал Нікола Іванов визначив діяльність ВМС Греції як головний чинник у загальному успіху союзників.
У січні, після успішного перевороту молодих офіцерів, Османська імперія вирішила продовжувати війну. Після невдалої османської контратаки на Західно-фракійському фронті, болгарські війська за допомогою сербської армії захопили Адріанополь в той час як грецькі війська зуміли взяти Яніну після перемоги над турками в Бізанській битві. На спільному сербсько-чорногорському театрі військових дій чорногорська армія захопила Шкодер, закінчивши панування Османської імперії в Європі на захід від лінії Чаталджа після майже 500 років. Війна закінчилася Лондонським договором від 30 травня 1913 року.

## Друга балканська війна

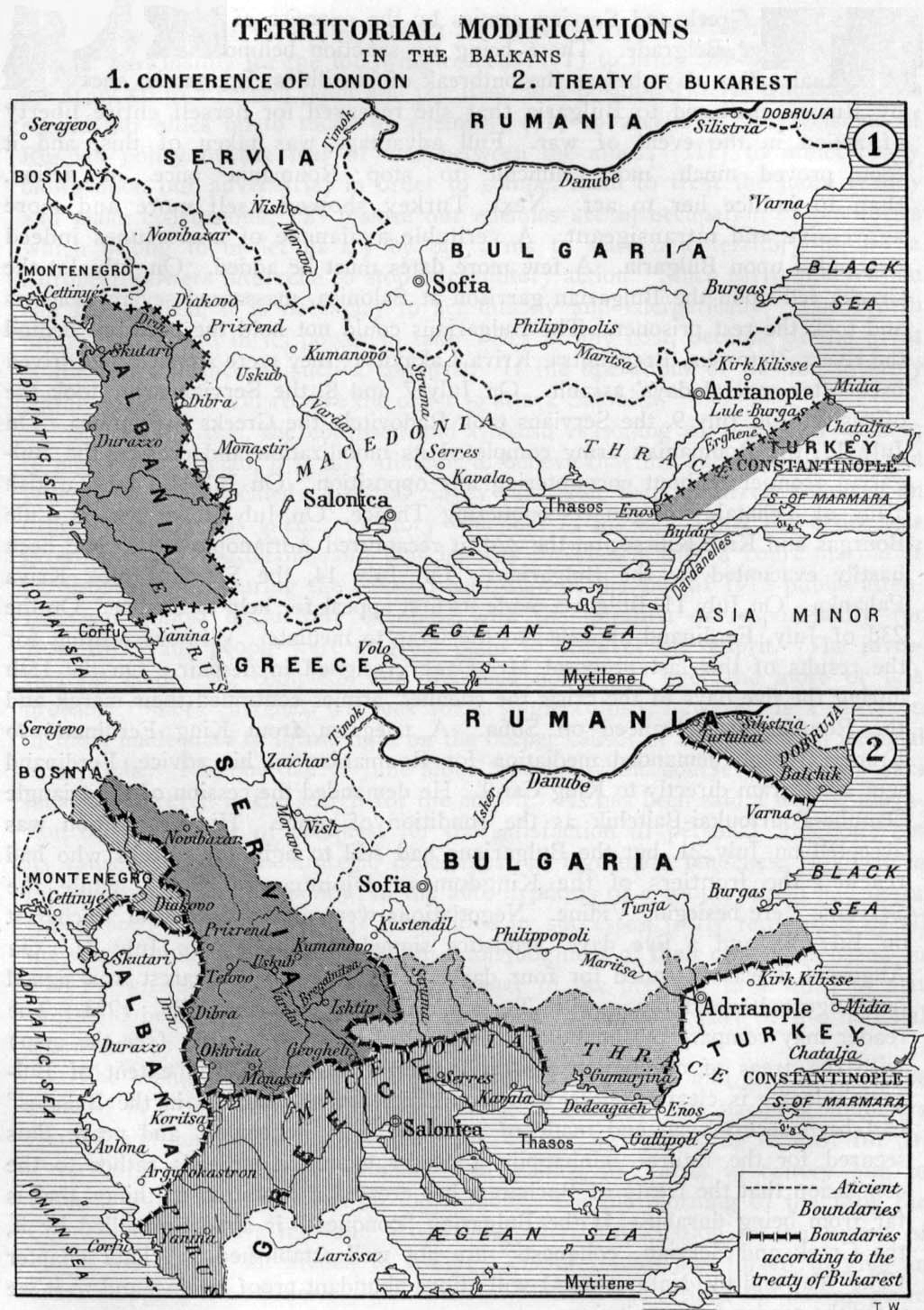
Кордони на Балканах після Першої і Другої Балканських війн (1912-1913)

Хоча балканські союзники билися разом проти спільного ворога, цього було недостатньо, щоб подолати їх взаємне суперництво. В установчих документах Балканської ліги, Сербія обіцяла Болгарії більшість терену Македонії. Але після війни, Сербія та Греція змінили свої плани і відмовились передати Болгарії захоплені ними території. Цей вчинок спонукав царя Болгарії атакувати його союзників. Друга балканська війна спалахнула 29 червня 1913, коли Болгарія атакувала своїх колишніх союзників по Першій Балканській війні, Сербію та Грецію, проте Чорногорія, Румунія та Османська імперія втрутилися пізніше проти Болгарії. Коли грецька армія увійшла в Салоніки під час Першої Балканської війни на один день скоріше, за сьому болгарську дивізію, болгари попросили, щоб болгарський батальйон увійшов в місто. Греція погодилася лише в обмін на окупацію міста Серрес.
Болгарський підрозділ, який було введено в Салоніки виявився у 48,000 вояків замість батальйону, що викликало занепокоєння серед греків, які розглядали його як болгарську спробу створити кондомініум над містом. Проте, через термінову необхідність підкріплень на фракійському фронті болгари незабаром були змушені вивести свої війська з міста (у той час як греки погодилися одночасно вивести їх підрозділи з Серресу) і перевести їх в Дедеагач (сучасний Александруполіс), але все ж залишили один батальйон, який почав зміцнення своїх позицій.
Греція також дозволили болгарам контролювати ділянку залізниці Салоніки-Константинополь, яка лежала на греко-окупованій території, оскільки Болгарія контролювала більшу частину цієї залізниці в напрямку Фракії. Після закінчення Фракійської операції — Греція підтвердила свої територіальні зазіхання — Болгарія не була задоволена тереном в Македонії що їй лишили союзники й одразу попросила Грецію відмовитися від свого контролю над Салоніками й тереном на північ від Пієрія, тобто передати всю Егейську Македонію. Ці неприйнятні вимоги разом з болгарською відмовою демобілізації своєї армії після того, як було підписано Лондонський договір по закінченню спільної війни проти османів, стривожило Грецію, яка також вирішила скасувати демобілізацію.
Крім того, в північній частині Македонії, існувала напруженість у відносинах між Сербією і Болгарією через зазіхання Болгарії на Вардарську Македонію що породило інциденти між їх арміями, спонукаючи Сербію також скасувати демобілізацію своєї армії. Сербія і Греція запропонували, щоб кожна з трьох країн скоротили свою армію на чверть, як перший крок зі сприяння мирному вирішенню, але Болгарія відхилила цю пропозицію. Розуміючи до чого це призведе, Греція та Сербія почали серію перемовин і підписали договір 1 червня 1913 року. Згідно з цим договором узгоджувались кордони між двома країнами, а також взаємна військова і дипломатична підтримка в разі болгарської і/або австро-угорської атаки. Цар Микола II, бувши добре інформованим, намагався зупинити майбутній конфлікт на 8 червня, відправивши ідентичні пропозиції для царів Болгарії та Сербії, запропонувавши виступати як арбітр згідно з положеннями сербсько-болгарського договору 1912 року. Але Болгарія, зробивши прийняття російського арбітражу умовним, по суті заперечила будь-яке обговорення, що спонукало Росію відмовитися від союзу з Болгарією (згідно з Російсько-болгарською військовою конвенцією, підписаною 31 травня 1902 року).
Серби і греки мали військову перевагу напередодні війни, через те що їх армії не зазнали великої протидії османських військ у Першій Балканській війні й мали відносно малі втрати, в той час як болгари вели запеклі бої у Фракії. Серби і греки мали час, за для зміцнення своїх позицій в Македонії. Болгари також провели низку заходів за для поліпшення внутрішнього зв'язку і ліній постачання.
29 червня 1913 року генерал Савов, за прямим наказом царя Фердинанда I, наказав атакувати підрозділи Греції і Сербії без консультацій з урядом Болгарії та без офіційного оголошення війни У ніч на 30 червня 1913 війська Болгарії атакували сербську армію на березі Брегальниці, а пізніше грецьку армію в Нігрита. Сербська армія чинила опір під час раптового нападу вночі, в той час як більшість солдатів навіть не знали, проти кого вони воюють, оскільки болгарські табори були розташовані поруч з сербами і вважалися союзниками. Війська Чорногорії були дислоковані всього за декілька км і прийшли на допомогу сербам. Болгарська атака була відбита.
Грецька армія також успішною протидіяла Грецька армія відступала згідно з планом протягом двох днів, за цей час у Салоніках було обеззброєно болгарський полк. Тоді грецька армія перейшла у контрнаступ і розгромили болгар у Кукушській битві, після чого це болгарське місто було зруйноване, а його населення депортовано Грецька армія знищила в цілому 161 болгарське село й вирізала тисячі цивільних, з метою знищення болгарського населення регіону Після захоплення Кукушу, темпи наступу грецької армії не було достатньо швидкими, щоб запобігти руйнуванню Нігрита, Серресу, і Доксата і масових вбивств цивільного грецького населення в Демір-Гісар і Доксато болгарською армією Грецька армія атакувала у двох напрямках: по-перше, атакували й окупували Західну Фракію. Інша частина грецької армії просунулися до річки Струма, перемігши болгарську армію в боях при Дойрані і гори Білясти, і продовжила своє просування на північ у бік Софії. У Кресненській ущелині греки потрапили в засідку, болгарської 2-ї і 1-ї армії новоприбулих з сербського фронту, які вже мали оборонні позиції там після болгарської перемоги при Каліманці.
Станом на 30 липня грецька армія була в меншості і контратакована болгарськими арміями, які намагалися оточити греків по Каннському типу бою, застосовуючи тиск на своїх флангах. Грецька армія була виснажена і зіткнулася з логістичними труднощами. Бій продовжувався протягом 11 днів, в період з 29 липня по 9 серпня на 20 км лабіринту лісів і гір. Грецький король, розуміючи, що він воює самотужки без допомоги Сербії, намагався переконати сербів відновити свій наступ, але серби відкинули пропозицію. В цей час, прийшла звістка про румунський наступ на Софію і її неминуче падіння. Зіткнувшись із загрозою оточення, Костянтин зрозумів, що його армія більше не могла продовжувати військові дії, погодився на болгарське прохання про перемир'я.
Румунія мобілізувавши армію оголосила війну Болгарії 10 липня, перед цим 28 червня офіційно попередивши Болгарію, що вони не залишиться нейтральними у новій балканській війні, у зв'язку з відмовою Болгарії поступитися фортеця Сілістра, яку обіцяли перед Першою Балканською війною в обмін на нейтралітет румунів. Румунські війська зіткнулися з невеликим опором і на той час коли греки прийняли болгарське прохання про перемир'я, вже захопили Враждебна, 7 км від центру Софії.
Бачачи військову поразку болгарської армії, турки вирішили втрутитися. Вони нападали і не знаходячи опору, їм вдалося відновити свою владу у східній Фракії з його укріпленим містом Адріанополь, захопивши терен у Європі, який був лише трохи більшим, ніж сучасний європейський терен Турецької Республіки.